# Портрет Изабеллы д’Эсте (картина Тициана)
«Портрет Изабеллы д'Эсте» (итал. Ritratto di Isabella d'Este) — картина итальянского живописца Тициана (1490-1576), представителя венецианской школы. Создана примерно в 1534–1536 годах. Хранится в коллекции Музея истории искусств в Вене.

## Описание
На полотне изображена Изабелла д’Эсте (1474-1539), маркграфиня Мантуи. Тициан использовал свои навыки портретиста, создавая портрет известной красавицы. До 1536 года, до момента, когда она увидела завершенный портрет, одна из наиболее достойных восхищения и утонченных женщин Возрождения, была гораздо старше, чем на портрете, и для того, чтобы Тициан мог изобразить герцогиню такой, какой она была в молодости, он воспользовался ее ранним портретом. 
Элегантная Изабелла изображена в тюрбане. Художнику удалось наделить ее чертами, которые свидетельствуют о ее нервном характере, не терпящем возражений и благодаря которому вспоминаются ее незаурядные способности и властные манеры. 
Сама Изабелла по поводу этого портрета сказала: «Он настолько хороший, что я сомневаюсь, что в этом возрасте я могла быть такой красивой».

## Ссылка
- На Викискладе есть медиафайлы по теме Портрет Изабеллы д’Эсте (картина Тициана)